# Autorretrato (Van Gogh; 1887)
Autorretrato  (en holandés, Zelfportret) es el título de un óleo (número de catálogo: F 345, JH 1249) pintado por Vincent van Gogh en la primavera de 1887 durante su estancia en París. La pintura está en la colección del Instituto de Arte de Chicago como parte de la Colección Joseph Winterbotham.

## Historia y descripción
Este autorretrato de Vincent van Gogh es típico de muchas de sus obras de la época en que vivió con su hermano Theo en París en 1887. Durante este tiempo, Vincent conoció a muchos de sus contemporáneos, artistas que intentaban encontrar nuevas formas de expresarse a través del arte. Uno de ellos fue Georges Seurat y el estilo que inició lo llamó puntillismo. Este estilo de construir una imagen a partir de puntos de colores influyó en algunas obras contemporáneas de Van Gogh, quien, sin embargo, pronto desarrolló su propio estilo por separado. Lo que llama la atención en su autorretrato es la abundancia de puntos rojos y azules que pululan contra un fondo verde oscuro y la forma en que se representa el color marrón rojizo del abrigo, una especie de mosaico de azul verdoso, rojo anaranjado y amarillo. La barba anaranjada y el cabello amarillento del artista están hechos de colores fuertes colocados con pinceladas separadas, complementadas con un pincel de tonos verdes sin mezclar en las cejas, el cabello y la barba.
Los puntos contrastantes de color puro, según los principales teóricos puntillistas Charles Henry y Charles Blanc crean una especie de pánico visual. El ojo intenta de manera impulsiva mezclar diferentes tonos y ver los puntos separados como una superficie uniforme. De hecho, el principio de la mezcla óptica de colores funciona aquí, lo que además evoca una sensación de vivacidad. En su autorretrato, Van Gogh solo utilizó parcialmente la técnica del puntillismo, utilizando puntos luminosos para crear la chaqueta y el fondo, pero no su propio rostro. Sin embargo, este cuadro, así como el retrato del marchante Alexander Rey, pintado en la misma época, fueron las obras en las que el artista se acercó más a Seurat y los supuestos del puntillismo.
No se sabe qué pensó el propio Van Gogh sobre esta obra. A menudo discutía muchas de sus obras con gran detalle en cartas escritas a Theo, pero mientras vivía con él, la correspondencia entre ellos cesó por razones obvias.
Después de la muerte del artista, la pintura estaba en posesión de su cuñada, Johanna van Gogh-Bonger, quien la vendió a través del Frankfurter Kunstverein a Leonhard Tietz en 1912. Tras la muerte de Tietz, el cuadro fue heredado por su hijo, Alfred Tietz, en cuya posesión permaneció al menos hasta 1930. En 1935 el cuadro fue comprado por Joseph Winterbotham de Burlington (Vermont), quien en 1954 lo donó al Instituto de Arte de Chicago.